# 布拉什克里克鎮區 (密蘇里州賴特縣)
布拉什克里克鎮區（英語：Brush Creek Township）是位於美國密蘇里州賴特縣的一個行政鎮區。

## 地方資料
布拉什克里克鎮區的面積為93.87平方千米，當中陸地面積為93.00平方千米，而水域面積為0.87平方千米。根據2020年美國人口普查的數據，當地共有人口521人，而人口密度為每平方千米5.55人。